# Karjala Cup 2016
Karjala Cup 2016 byl turnaj v rámci série Euro Hockey Tour 2016/2017, který probíhal od 3. do 6. listopadu 2016. Zápas mezi českou a švédskou hokejovou reprezentací proběhl v Home Monitoring Aréně v Plzni, ostatní zápasy turnaje proběhly v Hartwall Aréně ve finských Helsinkách. Obhájcem prvenství z předchozího ročníku byla švédská hokejová reprezentace.
Sedmé celkové prvenství na turnaji slavil výběr ruské hokejová reprezentace.

## Zápasy
| 3. listopadu 2016 17:30 SEČ | Rusko | 5 : 1 (1:0, 0:1, 4:0) | Finsko | Hartwall Arena, Helsinky Návštěvnost: 7 025 |  |

| Zpráva | |                         |                                           |                                                                                        |
| Ilja Sorokin                                                                                                  | Ilja Sorokin                                                                                                  | Brankáři                | Mikko Koskinen (od 22. min. Harri Säteri) | Rozhodčí: Mikael Sjöqvist Andreas Harnebring Čároví: Sakari Suominen Markus Hägerström |
| Anatolij Golyšev 13:22 Andrej Světlakov 49:57 Anatolij Golyšev 53:09 Nikita Gusev 59:00 Vladimir Tkačov 59:47 | Anatolij Golyšev 13:22 Andrej Světlakov 49:57 Anatolij Golyšev 53:09 Nikita Gusev 59:00 Vladimir Tkačov 59:47 | 1:0 1:1 2:1 3:1 4:1 5:1 | 31:14 Miro Aaltonen                       | Rozhodčí: Mikael Sjöqvist Andreas Harnebring Čároví: Sakari Suominen Markus Hägerström |
| 4 min | 4 min | Tresty                  | 6 min                                     | Rozhodčí: Mikael Sjöqvist Andreas Harnebring Čároví: Sakari Suominen Markus Hägerström |
| 34 | 34 | Střely                  | 23                                        | Rozhodčí: Mikael Sjöqvist Andreas Harnebring Čároví: Sakari Suominen Markus Hägerström |

| 3. listopadu 2016 18:00 SEČ | Česko | 6 : 3 (2:1, 1:1, 3:1) | Švédsko | Home Monitoring Aréna, Plzeň Návštěvnost: 6 813 |  |

| Zpráva | |                                     |                                                                  |                                                                                 |
| Dominik Furch | Dominik Furch | Brankáři                            | Joel Lassinantti (57:27 - 57:38 Niklas Svedberg)                 | Rozhodčí: Alexander Baturlin Sergei Naumov Čároví: Libor Suchánek Jiří Ondráček |
| Jakub Jeřábek 00:29 Richard Jarůšek 09:40 Lukáš Radil 23:09 Lukáš Radil 40:27 Jan Kovář 48:21 Dominik Kubalík 59:16 | Jakub Jeřábek 00:29 Richard Jarůšek 09:40 Lukáš Radil 23:09 Lukáš Radil 40:27 Jan Kovář 48:21 Dominik Kubalík 59:16 | 1:0 2:0 2:1 3:1 3:2 4:2 5:2 5:3 6:3 | 16:21 Richard Gynge 37:37 Joel Lundqvist 52:01 Patrik Zackrisson | Rozhodčí: Alexander Baturlin Sergei Naumov Čároví: Libor Suchánek Jiří Ondráček |
| 6 min | 6 min | Tresty                              | 8 min                                                            | Rozhodčí: Alexander Baturlin Sergei Naumov Čároví: Libor Suchánek Jiří Ondráček |
| 38 | 38 | Střely                              | 20                                                               | Rozhodčí: Alexander Baturlin Sergei Naumov Čároví: Libor Suchánek Jiří Ondráček |

| 5. listopadu 2016 12:30 SEČ | Švédsko | 2 : 3 (0:1, 1:1, 1:1) | Rusko | Hartwall Arena, Helsinky Návštěvnost: 4 111 |  |

| Zpráva                                   |                                          |                     |                                                                      |                                                                                  |
| Niklas Svedberg                          | Niklas Svedberg                          | Brankáři            | Igor Šesťorkin                                                       | Rozhodčí: Stefan Fonselius Sami Heikkinen Čároví: Masi Puolakka Lauri Nikulainen |
| Richard Gynge 24:44 Carl Klingberg 49:19 | Richard Gynge 24:44 Carl Klingberg 49:19 | 0:1 0:2 1:2 1:3 2:3 | 19:35 Rušan Rafikov 23:52 Alexander Barabanov 48:19 Valerij Ničuškin | Rozhodčí: Stefan Fonselius Sami Heikkinen Čároví: Masi Puolakka Lauri Nikulainen |
| 12 min                                   | 12 min                                   | Tresty              | 8 min                                                                | Rozhodčí: Stefan Fonselius Sami Heikkinen Čároví: Masi Puolakka Lauri Nikulainen |
| 27                                       | 27                                       | Střely              | 26                                                                   | Rozhodčí: Stefan Fonselius Sami Heikkinen Čároví: Masi Puolakka Lauri Nikulainen |

| 5. listopadu 2016 16:30 SEČ | Finsko | 3 : 5 (0:0, 1:3, 2:2) | Česko | Hartwall Arena, Helsinky Návštěvnost: 9 762 |  |

| Zpráva                                                                  |                                                                         |                                 |                                                                                             |                                                                                |
| Harri Säteri                                                            | Harri Säteri                                                            | Brankáři                        | Šimon Hrubec                                                                                | Rozhodčí: Mikael Sjöqvist Andreas Harnebring Čároví: Hannu Sormunen Henri Neva |
| Veli-Matti Savinainen 21:11 Joonas Kemppainen 43:52 Ville Lajunen 49:19 | Veli-Matti Savinainen 21:11 Joonas Kemppainen 43:52 Ville Lajunen 49:19 | 1:0 1:1 1:2 1:3 2:3 2:4 3:4 3:5 | 25:11 – Petr Holík 30:30 Adam Polášek 33:25 Jan Rutta 47:49 Jakub Jeřábek 59:01 Lukáš Radil | Rozhodčí: Mikael Sjöqvist Andreas Harnebring Čároví: Hannu Sormunen Henri Neva |
| 8 min                                                                   | 8 min                                                                   | Tresty                          | 6 min                                                                                       | Rozhodčí: Mikael Sjöqvist Andreas Harnebring Čároví: Hannu Sormunen Henri Neva |
| 22                                                                      | 22                                                                      | Střely                          | 32                                                                                          | Rozhodčí: Mikael Sjöqvist Andreas Harnebring Čároví: Hannu Sormunen Henri Neva |

| 6. listopadu 2016 12:30 SEČ | Česko | 0 : 3 (0:0, 0:2 0:1) | Rusko | Hartwall Arena, Helsinky Návštěvnost: 2 656 |  |

| Zpráva        |               |          |                                                                  |                                                                             |
| Dominik Furch | Dominik Furch | Brankáři | Ilja Sorokin                                                     | Rozhodčí: Anssi Salonen Mikko Kaukokari Čároví: Pasi Nieminen Timo Heinonen |
|               |               | 0:0 0:3  | 25:51 Vladimir Tkačov 37:03 Nikita Gusev 49:03 Alexej Bereglazov | Rozhodčí: Anssi Salonen Mikko Kaukokari Čároví: Pasi Nieminen Timo Heinonen |
| 18 min        | 18 min        | Tresty   | 6 min                                                            | Rozhodčí: Anssi Salonen Mikko Kaukokari Čároví: Pasi Nieminen Timo Heinonen |
| 32            | 32            | Střely   | 23                                                               | Rozhodčí: Anssi Salonen Mikko Kaukokari Čároví: Pasi Nieminen Timo Heinonen |

| 6. listopadu 2016 16:30 SEČ | Finsko | 4 : 1 (0:1, 4:0 0:0) | Švédsko | Hartwall Arena, Helsinky Návštěvnost: 8 022 |  |

| Zpráva                                                                                     |                                                                                            |                     |                                                |                                                                          |
| Juha Metsola                                                                               | Juha Metsola                                                                               | Brankáři            | Niklas Svedberg (od 34. min. Joel Lassinantti) | Rozhodčí: Daniel Pražák Pavel Hodek Čároví: Jani Pesonen Sakari Suominen |
| Joonas Kemppainen 24:46 Miro Aaltonen 25:15 Mika Pyörälä 26:37 Veli-Matti Savinainen 33:38 | Joonas Kemppainen 24:46 Miro Aaltonen 25:15 Mika Pyörälä 26:37 Veli-Matti Savinainen 33:38 | 0:1 1:1 2:1 3:1 4:1 | 14:50 – Patrick Cehlin                         | Rozhodčí: Daniel Pražák Pavel Hodek Čároví: Jani Pesonen Sakari Suominen |
| 12 min                                                                                     | 12 min                                                                                     | Tresty              | 8 min                                          | Rozhodčí: Daniel Pražák Pavel Hodek Čároví: Jani Pesonen Sakari Suominen |
| 27                                                                                         | 27                                                                                         | Střely              | 20                                             | Rozhodčí: Daniel Pražák Pavel Hodek Čároví: Jani Pesonen Sakari Suominen |

## Tabulka
| Poř. | Tým     | Z | V | VP | PP | P | VG | OG | B |
| ---- | ------- | - | - | -- | -- | - | -- | -- | - |
| 1.   | Rusko   | 3 | 3 | 0  | 0  | 0 | 11 | 3  | 9 |
| 2.   | Česko   | 3 | 2 | 0  | 0  | 1 | 11 | 9  | 6 |
| 3.   | Finsko  | 3 | 1 | 0  | 0  | 2 | 8  | 11 | 3 |
| 4.   | Švédsko | 3 | 0 | 0  | 0  | 3 | 6  | 13 | 0 |